# Manderwad, Jevargi
Manderwad là một làng thuộc tehsil Jevargi, huyện Gulbarga, bang Karnataka, Ấn Độ.